# Dan Janjigian
Dan Janjigian (orm. Դանիէլ Ջանջիգյան, ur. 30 kwietnia 1972 w Chicago) – ormiański bobsleista urodzony w Stanach Zjednoczonych. Uczestnik Zimowych Igrzysk Olimpijskich w Salt Lake City, gdzie wraz z Jyorgosem Alexandrou zdobył 33. miejsce na 37 załóg, które dotarły do mety. Zagrał epizodyczną rolę Chrisa-R w filmie The Room w reżyserii Tommy’ego Wiseau. Obecnie mieszka w Austin w stanie Teksas.